# Djedptahiouefânkh (deuxième prophète d'Amon)
Pour les articles homonymes, voir Djedptahiouefânkh.
Djedptahiouefânkh est deuxième prophète d'Amon pendant le règne de Sheshonq Ier de la XXIIe dynastie.

## Biographie
Djedptahiouefânkh n'est connu que par sa sépulture et sa momie. Il portait le titre de « gouverneur de district » ainsi que ceux de « fils du roi de Ramsès » et de « fils du roi du seigneur des Deux Terres ». Ce dernier titre peut suggérer qu'il était lié à la famille royale de la XXIe ou de la XXIIe dynastie. Ainsi, Frédéric Payraudeau fait de lui le fils de Sheshonq Ier, qui lui aurait pourvu de ces titres dans le cadre de sa politique d'apanage.
On a supposé que Djedptahiouefânkh était l'époux de Nesytanebetisherou, une fille de Pinedjem II et de Neskhons. Cette hypothèse est basée uniquement sur le fait que Djedptahiouefânkh a été enterré à côté de Nesytanebetisherou dans la tombe DB320.

## Mort et sépulture
Djedptahiouefânkh est mort vers le milieu du règne de Sheshonq Ier selon les inscriptions trouvées sur les bandages de sa momie et de son cercueil. Il a été enterré dans la tombe DB320 de Deir el-Bahari qui servait en fait de tombeau familial au grand prêtre d'Amon Pinedjem Ier de la XXIe dynastie. DB320 a été découverte au XIXe siècle et est rapidement devenue célèbre pour contenir une cachette de plusieurs des momies royales les plus importantes du Nouvel Empire, notamment les restes  d'Amenhotep Ier, de Ramsès II, de Ramsès III, de Ramsès IX ainsi que de Thoutmôsis Ier, Thoutmôsis II et Thoutmôsis III.
La sépulture de Djedptahiouefânkh a été retrouvée intacte et non perturbée, et sa momie a été déballée par Gaston Maspero en 1886. Trois bandages de momie distincts datant des années 5, 10 et 11 de Sheshonq Ier ont été trouvés sur le corps de Djedptahefânkh, ainsi que certains des bijoux, sous forme d'anneaux en or, d'amulettes et d'un uræus, entre autres, qui y ont été trouvés.